# Vilmos Vanczák
Vilmos Vanczák (pron. ˈvilmoʃ ˈvɒntsaːk; Miskolc, 20 giugno 1983) è un allenatore di calcio ed ex calciatore ungherese, di ruolo difensore, tecnico della Puskás Akadémia II.

## Caratteristiche tecniche
Difensore centrale, poteva essere impiegato anche nel ruolo di terzino.

## Carriera

### Giocatore

#### Club
Ha cominciato a giocare nelle file del Diósgyőr. Nel 2000 è passato al Vasas, mentre nella stagione successiva si è trasferito all'Újpest. Nella prima parte della stagione 2002-2003 ha giocato in seconda serie ungherese, nelle file del Fóti SE. Rientrato all'Újpest nel gennaio 2003, ha militato nel club viola fino al 2006, totalizzando 88 presenze e 5 reti in campionato. Il 14 agosto si è trasferito in Belgio, al Sint-Truiden. Dopo una stagione in Belgio, il 17 luglio 2007 è stato acquistato dal Sion, club svizzero. Ha militato nelle file del club svizzero per nove stagioni, durante le quali ha vinto per tre volte la Coppa Svizzera ed ha totalizzato 40 reti in 296 presenze. Dopo le nove stagioni in Svizzera, il 23 agosto 2016 è tornato in patria, trasferendosi alla Puskás Akadémia, club con cui ha concluso la propria carriera da calciatore nel 2018.

#### Nazionale
Ha debuttato in Nazionale maggiore il 30 novembre 2004, nell'amichevole Ungheria-Slovacchia (0-1). Ha messo a segno la sua prima rete con la maglia della Nazionale il 3 marzo 2010, nell'amichevole Ungheria-Russia (1-1), siglando il gol del momentaneo 1-0 al minuto 39 del primo tempo. È sceso in campo nelle qualificazioni ai Mondiali 2006, 2010 e 2014, nelle qualificazioni agli Europei 2008, 2012 e 2016. Ha totalizzato, con la maglia della selezione ungherese, 79 presenze e 4 reti.

### Allenatore
Terminata la carriera da calciatore, nella stagione 2018-2019 è diventato vice allenatore della Puskás Akadémia. Dopo quattro stagioni come vice allenatore della prima squadra, il 19 giugno 2023 è stato nominato tecnico della Puskás Akadémia II.

## Statistiche

### Presenze e reti nei club
| Stagione               | Squadra                | Campionato             | Campionato | Campionato | Coppe nazionali | Coppe nazionali | Coppe nazionali | Coppe continentali | Coppe continentali | Coppe continentali | Altre coppe | Altre coppe | Altre coppe | Totale | Totale | Totale |
| Stagione               | Squadra                | Comp                   | Pres       | Reti       | Comp            | Pres            | Reti            | Comp               | Pres               | Reti               | Comp        | Pres        | Reti        | Pres   | Reti   |        |
| ---------------------- | ---------------------- | ---------------------- | ---------- | ---------- | --------------- | --------------- | --------------- | ------------------ | ------------------ | ------------------ | ----------- | ----------- | ----------- | ------ | ------ | ------ |
| 1999-2000              | Diósgyőr               | NBI                    | 1          | 0          | MK              | ?               | ?               | -                  | -                  | -                  | -           | -           | -           | 1+     | 0+     |        |
| 2000-2001              | Vasas                  | NBI                    | 0          | 0          | MK              | ?               | ?               | -                  | -                  | -                  | -           | -           | -           | 0+     | 0+     |        |
| 2001-2002              | Újpest                 | NBI                    | 3          | 0          | MK              | ?               | ?               | -                  | -                  | -                  | -           | -           | -           | 3+     | 0+     |        |
| 2002-gen. 2003         | Fóti SE                | NBII                   | 17         | 2          | MK              | ?               | ?               | -                  | -                  | -                  | -           | -           | -           | 17+    | 2+     |        |
| gen.-giu. 2003         | Újpest                 | NBI                    | 12         | 0          | MK              | ?               | ?               | -                  | -                  | -                  | -           | -           | -           | 12+    | 0+     |        |
| 2003-2004              | Újpest                 | NBI                    | 25         | 1          | MK              | ?               | ?               | -                  | -                  | -                  | -           | -           | -           | 25+    | 1+     |        |
| 2004-2005              | Újpest                 | NBI                    | 25         | 4          | MK              | ?               | ?               | UEFA               | 2                  | 0                  | -           | -           | -           | 27+    | 4+     |        |
| 2005-2006              | Újpest                 | NBI                    | 25         | 0          | MK              | ?               | ?               | -                  | -                  | -                  | -           | -           | -           | 25+    | 0+     |        |
| giu.-ago. 2006         | Újpest                 | NBI                    | 1          | 0          | MK              | ?               | ?               | UEFA               | 2                  | 0                  | -           | -           | -           | 3+     | 0+     |        |
| Totale Újpest          | Totale Újpest          | Totale Újpest          | 88         | 5          |                 | ?               | ?               |                    | 4                  | 0                  |             | -           | -           | 92+    | 5+     |        |
| ago. 2006-2007         | Sint-Truiden           | DI                     | 30         | 3          | CB              | 2               | 0               | -                  | -                  | -                  | -           | -           | -           | 32     | 3      |        |
| 2007-2008              | Sion                   | SL                     | 30         | 2          | CS              | 3               | 1               | UEFA               | 4                  | 1                  | -           | -           | -           | 37     | 4      |        |
| 2008-2009              | Sion                   | SL                     | 34         | 4          | CS              | 6               | 1               | -                  | -                  | -                  | -           | -           | -           | 40     | 5      |        |
| 2009-2010              | Sion                   | SL                     | 31         | 3          | CS              | 1               | 0               | UEL                | 2                  | 0                  | -           | -           | -           | 34     | 3      |        |
| 2010-2011              | Sion                   | SL                     | 33         | 5          | CS              | 5               | 2               | -                  | -                  | -                  | -           | -           | -           | 37     | 7      |        |
| 2011-2012              | Sion                   | SL                     | 34         | 9          | CS              | 4               | 2               | UEL                | 2                  | 0                  | -           | -           | -           | 40     | 11     |        |
| 2012-2013              | Sion                   | SL                     | 31         | 2          | CS              | 4               | 1               | -                  | -                  | -                  | -           | -           | -           | 35     | 3      |        |
| 2013-2014              | Sion                   | SL                     | 29         | 3          | CS              | 3               | 1               | -                  | -                  | -                  | -           | -           | -           | 32     | 4      |        |
| 2014-2015              | Sion                   | SL                     | 19         | 3          | CS              | 1               | 0               | -                  | -                  | -                  | -           | -           | -           | 20     | 3      |        |
| 2015-2016              | Sion                   | SL                     | 15         | 0          | CS              | 4               | 0               | UEL                | 1                  | 0                  | -           | -           | -           | 20     | 0      |        |
| Totale Sion            | Totale Sion            | Totale Sion            | 256        | 31         |                 | 31              | 8               |                    | 9                  | 1                  |             | -           | -           | 296    | 40     |        |
| 2016-2017              | Puskás Akadémia        | NBII                   | 25         | 3          | MK              | 1               | 0               | -                  | -                  | -                  | -           | -           | -           | 26     | 3      |        |
| 2017-2018              | Puskás Akadémia        | NBI                    | 15         | 0          | MK              | 2               | 0               | -                  | -                  | -                  | -           | -           | -           | 17     | 0      |        |
| Totale Puskás Akadémia | Totale Puskás Akadémia | Totale Puskás Akadémia | 40         | 3          |                 | 3               | 0               |                    | -                  | -                  |             | -           | -           | 43     | 3      |        |
| Totale carriera        | Totale carriera        | Totale carriera        | 418        | 42         |                 | 36+             | 8+              |                    | 13                 | 1                  |             | -           | -           | 467+   | 51+    |        |

### Cronologia presenze e reti in Nazionale
| Cronologia completa delle presenze e delle reti in nazionale ― Ungheria | Cronologia completa delle presenze e delle reti in nazionale ― Ungheria | Cronologia completa delle presenze e delle reti in nazionale ― Ungheria | Cronologia completa delle presenze e delle reti in nazionale ― Ungheria | Cronologia completa delle presenze e delle reti in nazionale ― Ungheria | Cronologia completa delle presenze e delle reti in nazionale ― Ungheria | Cronologia completa delle presenze e delle reti in nazionale ― Ungheria | Cronologia completa delle presenze e delle reti in nazionale ― Ungheria |
| Data                                                                    | Città                                                                   | In casa                                                                 | Risultato                                                               | Ospiti                                                                  | Competizione                                                            | Reti                                                                    | Note                                                                    |
| ----------------------------------------------------------------------- | ----------------------------------------------------------------------- | ----------------------------------------------------------------------- | ----------------------------------------------------------------------- | ----------------------------------------------------------------------- | ----------------------------------------------------------------------- | ----------------------------------------------------------------------- | ----------------------------------------------------------------------- |
| 30-11-2004                                                              | Bangkok                                                                 | Ungheria                                                                | 0 – 1                                                                   | Slovacchia                                                              | Amichevole                                                              | -                                                                       | 88’                                                                     |
| 2-12-2004                                                               | Bangkok                                                                 | Ungheria                                                                | 5 – 0                                                                   | Estonia                                                                 | Amichevole                                                              | -                                                                       | 71’                                                                     |
| 2-2-2005                                                                | Cardiff                                                                 | Arabia Saudita                                                          | 0 – 0                                                                   | Ungheria                                                                | Amichevole                                                              | -                                                                       | 59’                                                                     |
| 31-5-2005                                                               | Longeville-lès-Metz                                                     | Francia                                                                 | 2 – 1                                                                   | Ungheria                                                                | Amichevole                                                              | -                                                                       | 34’                                                                     |
| 4-6-2005                                                                | Reykjavík                                                               | Islanda                                                                 | 2 – 3                                                                   | Ungheria                                                                | Qual. Mondiali 2006                                                     | -                                                                       | 14’                                                                     |
| 17-8-2005                                                               | Budapest                                                                | Ungheria                                                                | 1 – 2                                                                   | Argentina                                                               | Amichevole                                                              | -                                                                       | 66’ 87’                                                                 |
| 3-9-2005                                                                | Budapest                                                                | Ungheria                                                                | 4 – 0                                                                   | Malta                                                                   | Qual. Mondiali 2006                                                     | -                                                                       |                                                                         |
| 7-9-2005                                                                | Budapest                                                                | Ungheria                                                                | 0 – 1                                                                   | Svezia                                                                  | Qual. Mondiali 2006                                                     | -                                                                       |                                                                         |
| 8-10-2005                                                               | Sofia                                                                   | Bulgaria                                                                | 2 – 0                                                                   | Ungheria                                                                | Qual. Mondiali 2006                                                     | -                                                                       |                                                                         |
| 12-10-2005                                                              | Budapest                                                                | Ungheria                                                                | 0 – 0                                                                   | Croazia                                                                 | Qual. Mondiali 2006                                                     | -                                                                       |                                                                         |
| 14-12-2005                                                              | Phoenix                                                                 | Messico                                                                 | 2 – 0                                                                   | Ungheria                                                                | Amichevole                                                              | -                                                                       | Cap. 34’                                                                |
| 18-12-2005                                                              | Miami Gardens                                                           | Antigua e Barbuda                                                       | 0 – 3                                                                   | Ungheria                                                                | Amichevole                                                              | -                                                                       | Cap. 87’                                                                |
| 24-5-2006                                                               | Budapest                                                                | Ungheria                                                                | 2 – 0                                                                   | Nuova Zelanda                                                           | Amichevole                                                              | -                                                                       | 79’                                                                     |
| 30-5-2006                                                               | Manchester                                                              | Inghilterra                                                             | 3 – 1                                                                   | Ungheria                                                                | Amichevole                                                              | -                                                                       | 9’                                                                      |
| 2-9-2006                                                                | Budapest                                                                | Ungheria                                                                | 1 – 4                                                                   | Norvegia                                                                | Qual. Euro 2008                                                         | -                                                                       | 65’                                                                     |
| 6-9-2006                                                                | Zenica                                                                  | Bosnia ed Erzegovina                                                    | 1 – 3                                                                   | Ungheria                                                                | Qual. Euro 2008                                                         | -                                                                       |                                                                         |
| 7-10-2006                                                               | Budapest                                                                | Ungheria                                                                | 0 – 1                                                                   | Turchia                                                                 | Qual. Euro 2008                                                         | -                                                                       | 45’                                                                     |
| 11-10-2006                                                              | Ta' Qali                                                                | Malta                                                                   | 2 – 1                                                                   | Ungheria                                                                | Qual. Euro 2008                                                         | -                                                                       | 38’                                                                     |
| 15-11-2006                                                              | Székesfehérvár                                                          | Ungheria                                                                | 1 – 0                                                                   | Canada                                                                  | Amichevole                                                              | -                                                                       |                                                                         |
| 6-2-2007                                                                | Limassol                                                                | Cipro                                                                   | 2 – 1                                                                   | Ungheria                                                                | Amichevole                                                              | -                                                                       |                                                                         |
| 2-6-2007                                                                | Heraklio                                                                | Grecia                                                                  | 2 – 0                                                                   | Ungheria                                                                | Qual. Euro 2008                                                         | -                                                                       | 40’                                                                     |
| 6-6-2007                                                                | Oslo                                                                    | Norvegia                                                                | 4 – 0                                                                   | Ungheria                                                                | Qual. Euro 2008                                                         | -                                                                       |                                                                         |
| 22-8-2007                                                               | Budapest                                                                | Ungheria                                                                | 3 – 1                                                                   | Italia                                                                  | Amichevole                                                              | -                                                                       | 74’                                                                     |
| 8-9-2007                                                                | Székesfehérvár                                                          | Ungheria                                                                | 1 – 0                                                                   | Bosnia ed Erzegovina                                                    | Qual. Euro 2008                                                         | -                                                                       |                                                                         |
| 12-9-2007                                                               | Istanbul                                                                | Turchia                                                                 | 3 – 0                                                                   | Ungheria                                                                | Qual. Euro 2008                                                         | -                                                                       | 39’                                                                     |
| 17-10-2007                                                              | Łódź                                                                    | Polonia                                                                 | 0 – 1                                                                   | Ungheria                                                                | Amichevole                                                              | -                                                                       |                                                                         |
| 17-11-2007                                                              | Chișinău                                                                | Moldavia                                                                | 3 – 0                                                                   | Ungheria                                                                | Qual. Euro 2008                                                         | -                                                                       |                                                                         |
| 21-11-2007                                                              | Budapest                                                                | Ungheria                                                                | 1 – 2                                                                   | Grecia                                                                  | Qual. Euro 2008                                                         | -                                                                       | 90+3’                                                                   |
| 6-2-2008                                                                | Limassol                                                                | Slovacchia                                                              | 1 – 1                                                                   | Ungheria                                                                | Amichevole                                                              | -                                                                       |                                                                         |
| 26-3-2008                                                               | Budapest                                                                | Ungheria                                                                | 0 – 1                                                                   | Slovenia                                                                | Amichevole                                                              | -                                                                       |                                                                         |
| 24-5-2008                                                               | Budapest                                                                | Ungheria                                                                | 3 – 2                                                                   | Grecia                                                                  | Amichevole                                                              | -                                                                       |                                                                         |
| 20-8-2008                                                               | Budapest                                                                | Ungheria                                                                | 3 – 3                                                                   | Montenegro                                                              | Amichevole                                                              | -                                                                       | 45’                                                                     |
| 6-9-2008                                                                | Budapest                                                                | Ungheria                                                                | 0 – 0                                                                   | Danimarca                                                               | Qual. Mondiali 2010                                                     | -                                                                       |                                                                         |
| 10-9-2008                                                               | Solna                                                                   | Svezia                                                                  | 2 – 1                                                                   | Ungheria                                                                | Qual. Mondiali 2010                                                     | -                                                                       |                                                                         |
| 11-10-2008                                                              | Budapest                                                                | Ungheria                                                                | 2 – 0                                                                   | Albania                                                                 | Qual. Mondiali 2010                                                     | -                                                                       |                                                                         |
| 15-10-2008                                                              | Ta' Qali                                                                | Malta                                                                   | 0 – 1                                                                   | Ungheria                                                                | Qual. Mondiali 2010                                                     | -                                                                       |                                                                         |
| 19-11-2008                                                              | Belfast                                                                 | Irlanda del Nord                                                        | 0 – 2                                                                   | Ungheria                                                                | Amichevole                                                              | -                                                                       |                                                                         |
| 11-2-2009                                                               | Tel Aviv                                                                | Israele                                                                 | 1 – 0                                                                   | Ungheria                                                                | Amichevole                                                              | -                                                                       |                                                                         |
| 28-3-2009                                                               | Tirana                                                                  | Albania                                                                 | 0 – 1                                                                   | Ungheria                                                                | Qual. Mondiali 2010                                                     | -                                                                       | 37’                                                                     |
| 1-4-2009                                                                | Budapest                                                                | Ungheria                                                                | 3 – 0                                                                   | Malta                                                                   | Qual. Mondiali 2010                                                     | -                                                                       |                                                                         |
| 12-8-2009                                                               | Budapest                                                                | Ungheria                                                                | 0 – 1                                                                   | Romania                                                                 | Amichevole                                                              | -                                                                       |                                                                         |
| 10-10-2009                                                              | Lisbona                                                                 | Portogallo                                                              | 3 – 0                                                                   | Ungheria                                                                | Qual. Mondiali 2010                                                     | -                                                                       |                                                                         |
| 14-10-2009                                                              | Copenaghen                                                              | Danimarca                                                               | 0 – 1                                                                   | Ungheria                                                                | Qual. Mondiali 2010                                                     | -                                                                       |                                                                         |
| 14-11-2009                                                              | Gand                                                                    | Belgio                                                                  | 3 – 0                                                                   | Ungheria                                                                | Amichevole                                                              | -                                                                       |                                                                         |
| 3-3-2010                                                                | Győr                                                                    | Ungheria                                                                | 1 – 1                                                                   | Russia                                                                  | Amichevole                                                              | 1                                                                       |                                                                         |
| 29-5-2010                                                               | Budapest                                                                | Ungheria                                                                | 0 – 3                                                                   | Germania                                                                | Amichevole                                                              | -                                                                       |                                                                         |
| 5-6-2010                                                                | Amsterdam                                                               | Paesi Bassi                                                             | 6 – 1                                                                   | Ungheria                                                                | Amichevole                                                              | -                                                                       |                                                                         |
| 11-8-2010                                                               | Londra                                                                  | Inghilterra                                                             | 2 – 1                                                                   | Ungheria                                                                | Amichevole                                                              | -                                                                       | 46’                                                                     |
| 7-9-2010                                                                | Budapest                                                                | Ungheria                                                                | 2 – 1                                                                   | Moldavia                                                                | Qual. Euro 2012                                                         | -                                                                       | 64’                                                                     |
| 8-10-2010                                                               | Budapest                                                                | Ungheria                                                                | 8 – 0                                                                   | San Marino                                                              | Qual. Euro 2012                                                         | -                                                                       |                                                                         |
| 12-10-2010                                                              | Helsinki                                                                | Finlandia                                                               | 1 – 2                                                                   | Ungheria                                                                | Qual. Euro 2012                                                         | -                                                                       | 87’                                                                     |
| 9-2-2011                                                                | Dubai                                                                   | Azerbaigian                                                             | 0 – 2                                                                   | Ungheria                                                                | Amichevole                                                              | -                                                                       |                                                                         |
| 25-3-2011                                                               | Budapest                                                                | Ungheria                                                                | 0 – 4                                                                   | Paesi Bassi                                                             | Qual. Euro 2012                                                         | -                                                                       | 61’                                                                     |
| 29-3-2011                                                               | Amsterdam                                                               | Paesi Bassi                                                             | 5 – 3                                                                   | Ungheria                                                                | Qual. Euro 2012                                                         | -                                                                       |                                                                         |
| 3-6-2011                                                                | Lussemburgo                                                             | Lussemburgo                                                             | 0 – 1                                                                   | Ungheria                                                                | Amichevole                                                              | -                                                                       |                                                                         |
| 7-6-2011                                                                | Serravalle                                                              | San Marino                                                              | 0 – 3                                                                   | Ungheria                                                                | Qual. Euro 2012                                                         | -                                                                       | 64’                                                                     |
| 6-9-2011                                                                | Chișinău                                                                | Moldavia                                                                | 0 – 2                                                                   | Ungheria                                                                | Qual. Euro 2012                                                         | 1                                                                       |                                                                         |
| 11-10-2011                                                              | Budapest                                                                | Ungheria                                                                | 0 – 0                                                                   | Finlandia                                                               | Qual. Euro 2012                                                         | -                                                                       |                                                                         |
| 11-11-2011                                                              | Budapest                                                                | Ungheria                                                                | 5 – 0                                                                   | Liechtenstein                                                           | Amichevole                                                              | -                                                                       | 62’                                                                     |
| 15-11-2011                                                              | Poznań                                                                  | Polonia                                                                 | 2 – 1                                                                   | Ungheria                                                                | Amichevole                                                              | -                                                                       |                                                                         |
| 1-6-2012                                                                | Praga                                                                   | Rep. Ceca                                                               | 1 – 2                                                                   | Ungheria                                                                | Amichevole                                                              | -                                                                       | 76’ 83’                                                                 |
| 4-6-2012                                                                | Budapest                                                                | Ungheria                                                                | 0 – 0                                                                   | Irlanda                                                                 | Amichevole                                                              | -                                                                       | 46’                                                                     |
| 15-8-2012                                                               | Budapest                                                                | Ungheria                                                                | 1 – 1                                                                   | Israele                                                                 | Amichevole                                                              | -                                                                       | 63’                                                                     |
| 7-9-2012                                                                | Andorra la Vella                                                        | Andorra                                                                 | 0 – 5                                                                   | Ungheria                                                                | Qual. Mondiali 2014                                                     | -                                                                       |                                                                         |
| 11-9-2012                                                               | Budapest                                                                | Ungheria                                                                | 1 – 4                                                                   | Paesi Bassi                                                             | Qual. Mondiali 2014                                                     | -                                                                       |                                                                         |
| 16-10-2012                                                              | Budapest                                                                | Ungheria                                                                | 3 – 1                                                                   | Turchia                                                                 | Qual. Mondiali 2014                                                     | -                                                                       |                                                                         |
| 14-11-2012                                                              | Budapest                                                                | Ungheria                                                                | 0 – 2                                                                   | Norvegia                                                                | Amichevole                                                              | -                                                                       | 56’                                                                     |
| 6-2-2013                                                                | Belek                                                                   | Ungheria                                                                | 1 – 1                                                                   | Bielorussia                                                             | Amichevole                                                              | -                                                                       |                                                                         |
| 22-3-2013                                                               | Budapest                                                                | Ungheria                                                                | 2 – 2                                                                   | Romania                                                                 | Qual. Mondiali 2014                                                     | 1                                                                       |                                                                         |
| 26-3-2013                                                               | Istanbul                                                                | Turchia                                                                 | 1 – 1                                                                   | Ungheria                                                                | Qual. Mondiali 2014                                                     | -                                                                       |                                                                         |
| 6-6-2013                                                                | Győr                                                                    | Ungheria                                                                | 1 – 0                                                                   | Kuwait                                                                  | Amichevole                                                              | 1                                                                       |                                                                         |
| 14-8-2013                                                               | Budapest                                                                | Ungheria                                                                | 1 – 1                                                                   | Rep. Ceca                                                               | Amichevole                                                              | -                                                                       |                                                                         |
| 6-9-2013                                                                | Bucarest                                                                | Romania                                                                 | 3 – 0                                                                   | Ungheria                                                                | Qual. Mondiali 2014                                                     | -                                                                       | 61’                                                                     |
| 10-9-2013                                                               | Budapest                                                                | Ungheria                                                                | 5 – 1                                                                   | Estonia                                                                 | Qual. Mondiali 2014                                                     | -                                                                       |                                                                         |
| 11-10-2013                                                              | Amsterdam                                                               | Paesi Bassi                                                             | 8 – 1                                                                   | Ungheria                                                                | Qual. Mondiali 2014                                                     | -                                                                       |                                                                         |
| 15-10-2013                                                              | Budapest                                                                | Ungheria                                                                | 2 – 0                                                                   | Andorra                                                                 | Qual. Mondiali 2014                                                     | -                                                                       |                                                                         |
| 5-3-2014                                                                | Győr                                                                    | Ungheria                                                                | 1 – 2                                                                   | Finlandia                                                               | Amichevole                                                              | -                                                                       |                                                                         |
| 7-9-2014                                                                | Budapest                                                                | Ungheria                                                                | 1 – 2                                                                   | Irlanda del Nord                                                        | Qual. Euro 2016                                                         | -                                                                       | 35’                                                                     |
| 7-9-2015                                                                | Belfast                                                                 | Irlanda del Nord                                                        | 1 – 1                                                                   | Ungheria                                                                | Qual. Euro 2016                                                         | -                                                                       | 89’                                                                     |
| Totale                                                                  |                                                                         | Presenze                                                                | 79                                                                      |                                                                         | Reti                                                                    | 4                                                                       |                                                                         |

## Palmarès

### Giocatore

#### Club

##### Competizioni nazionali
- Coppa Svizzera: 3

Sion: 2008-2009, 2010-2011, 2014-2015
- Nemzeti Bajnokság II: 1

Puskás Akadémia: 2016-2017